# 65 (číslo)
Šedesát pět je přirozené číslo. Následuje po číslu šedesát čtyři a předchází číslu šedesát šest. Řadová číslovka je šedesátý pátý nebo pětašedesátý. Římskými číslicemi se zapisuje LXV.

## Věda

### Matematika
- 65 je bezčtvercové celé číslo
- deficientní číslo

### Chemie
- 65 je atomové číslo terbia, neutronové číslo nejméně rozšířeného přírodního izotopu cínu a nukleonové číslo méně běžného přírodního izotopu mědi[1]

## Doprava
Římská číslice I a číslo 65 značí silnici I. třídy I/65 v Česku.

## Kosmonautika
STS-65 byla sedmnáctá mise raketoplánu Columbia, celkem se jednalo o 62. misi raketoplánu do vesmíru. Cílem letu bylo vynesení laboratoře Spacelab IML-2. Na oběžnou dráhu byly vyneseny medaky japonské, které se během mise staly prvními obratlovci rozmnožujícími se v prostředí mikrogravitace.

## Ostatní
- +65 je mezinárodní telefonní předvolba Singapuru

## Roky
- 65
- 65 př. n. l.
- 1965